# Disastro del concerto dei Who

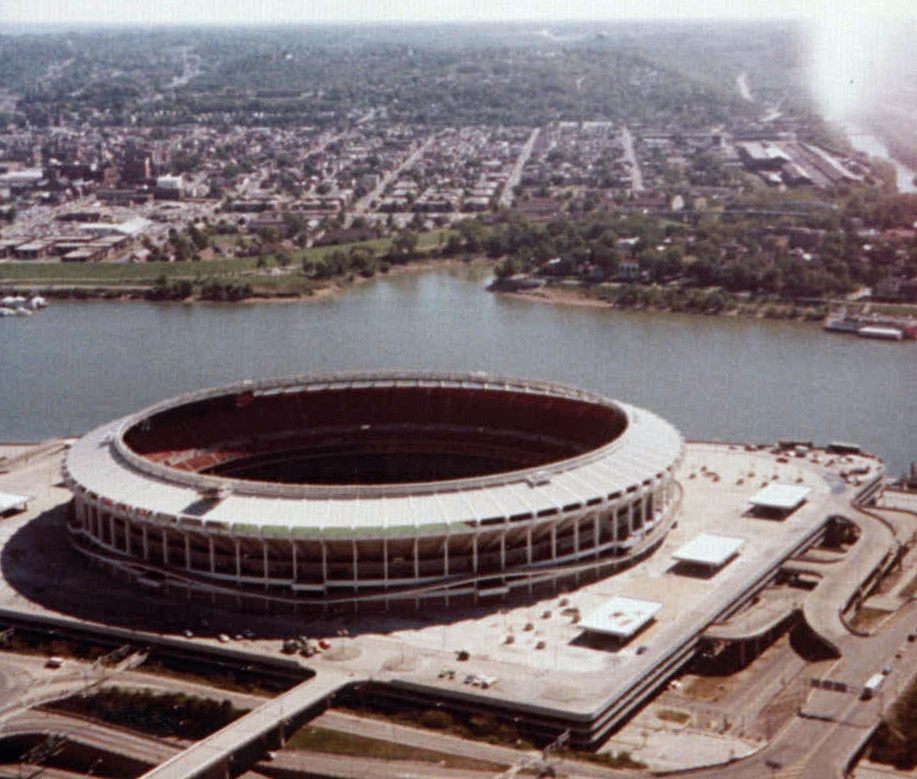
Lo stadio Riverfront di Cincinnati, Ohio

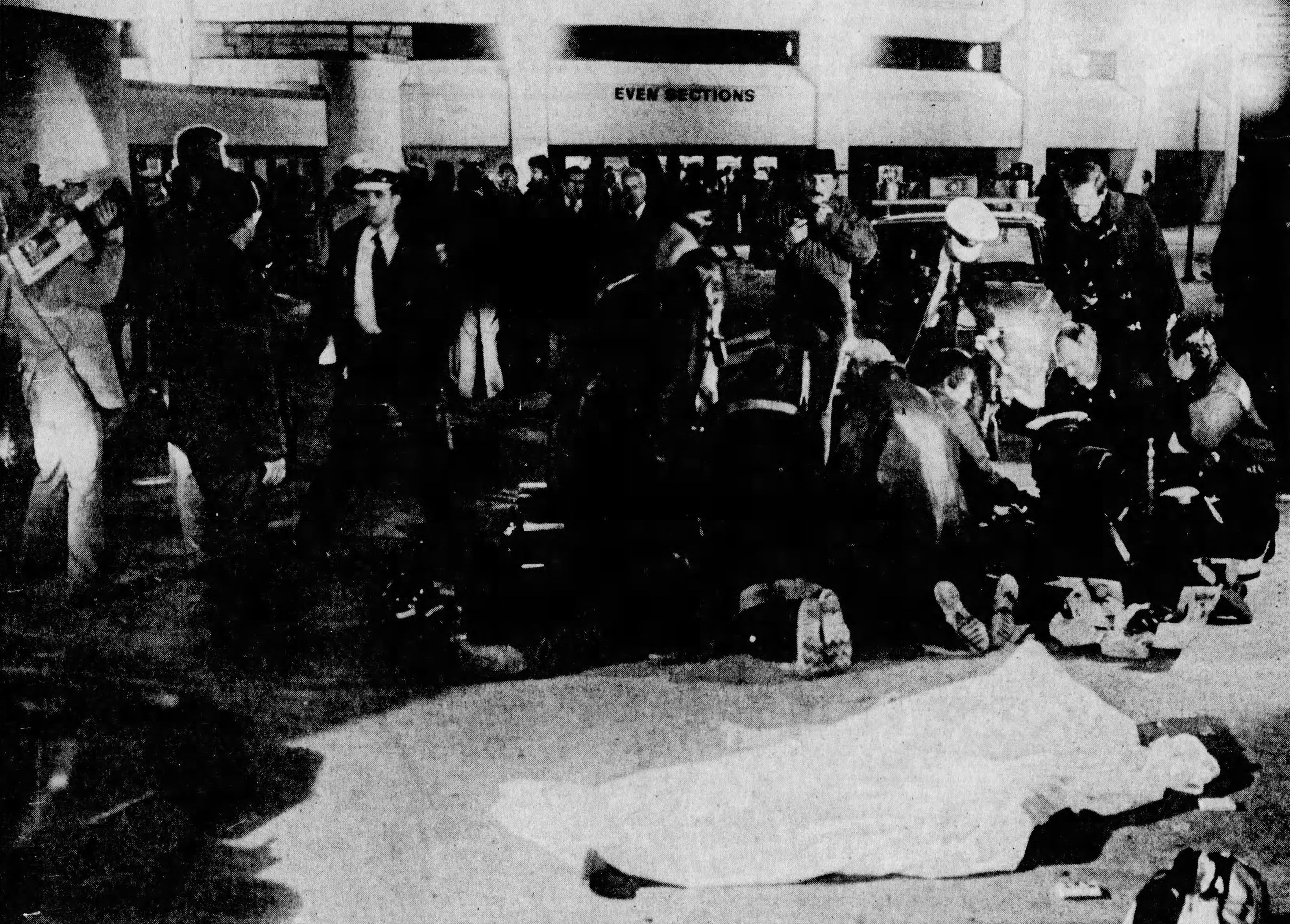
Una veduta del Riverfront Stadium, sede dei Cincinnati Reds, come appariva nel 1980. Il ponte sospeso Roebling è appena visibile sulla destra. Sullo sfondo si vede il Fiume Ohio. La foto è stata scattata dal ponte di osservazione della Carew Tower.

Il disastro del concerto dei Who fu una tragedia che avvenne il 3 dicembre 1979, quando la rock band inglese The Who si esibì al Riverfront Coliseum (oggi Heritage Bank Center) di Cincinnati, Ohio, Stati Uniti, e una folla di spettatori che si accalcava all'ingresso del Coliseum provocò la morte di 11 persone.

## Retroscena
I Who erano nel mezzo della parte statunitense del loro tour mondiale del 1979, iniziato a settembre con un totale di sette tappe divise tra il Capitol Theatre di Passaic, nel New Jersey, e il Madison Square Garden di New York. Il tour era il primo dopo la morte del batterista Keith Moon, avvenuta nel 1978, e il primo con l'ex batterista Kenney Jones dei Small Faces come sostituto ufficiale di Moon. La band si prese poi una pausa e riprese il tour il 30 novembre all'auditorium del Detroit Masonic Temple. Il concerto di Cincinnati fu il terzo spettacolo interpretato in questa parte del tour, dopo quello della sera precedente alla Civic Arena di Pittsburgh.
Il concerto registrò il tutto esaurito, con 18.348 biglietti venduti.

## Riepilogo degli eventi

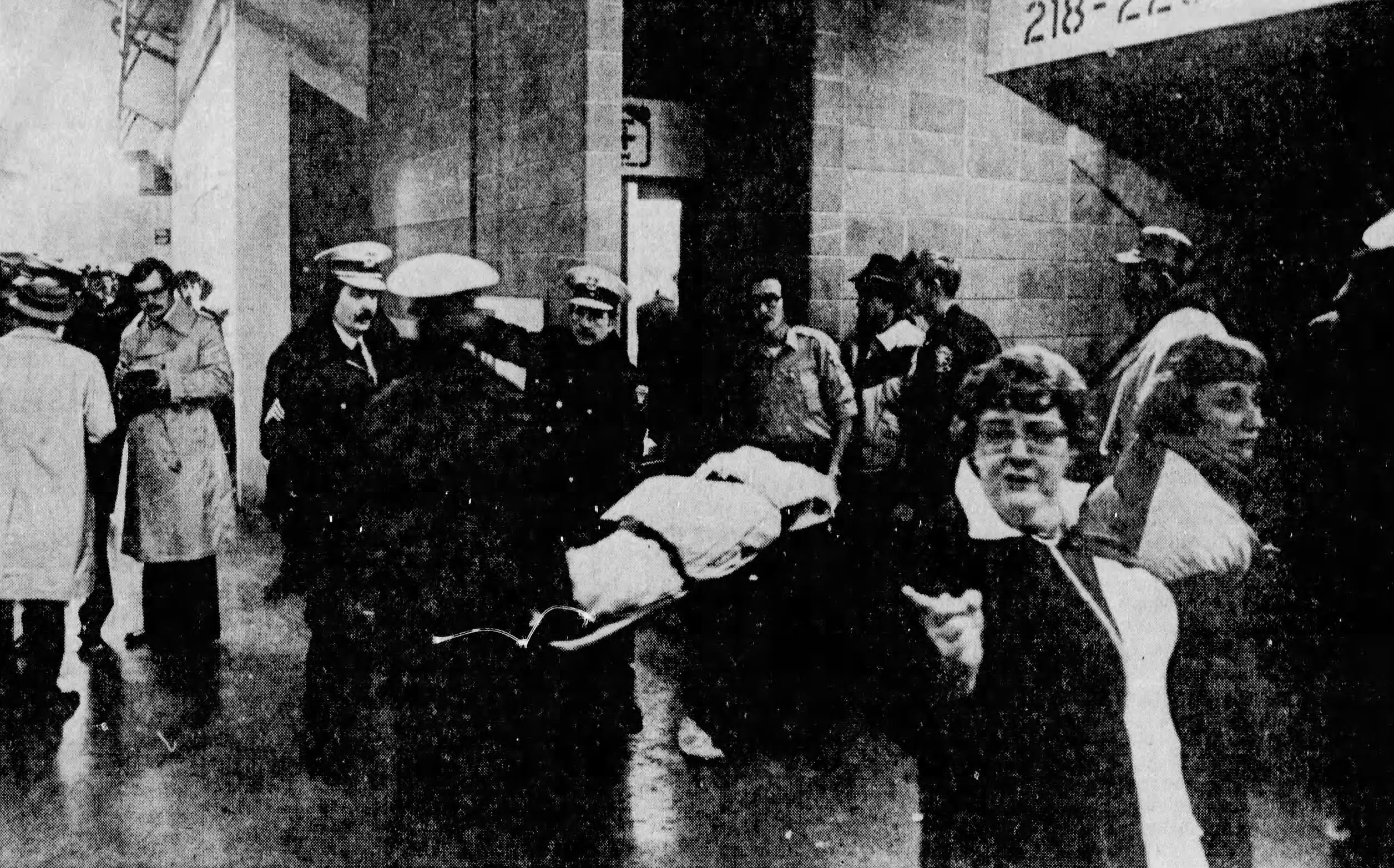
Un corpo viene trasportato fuori dall'atrio del Riverfront Coliseum.

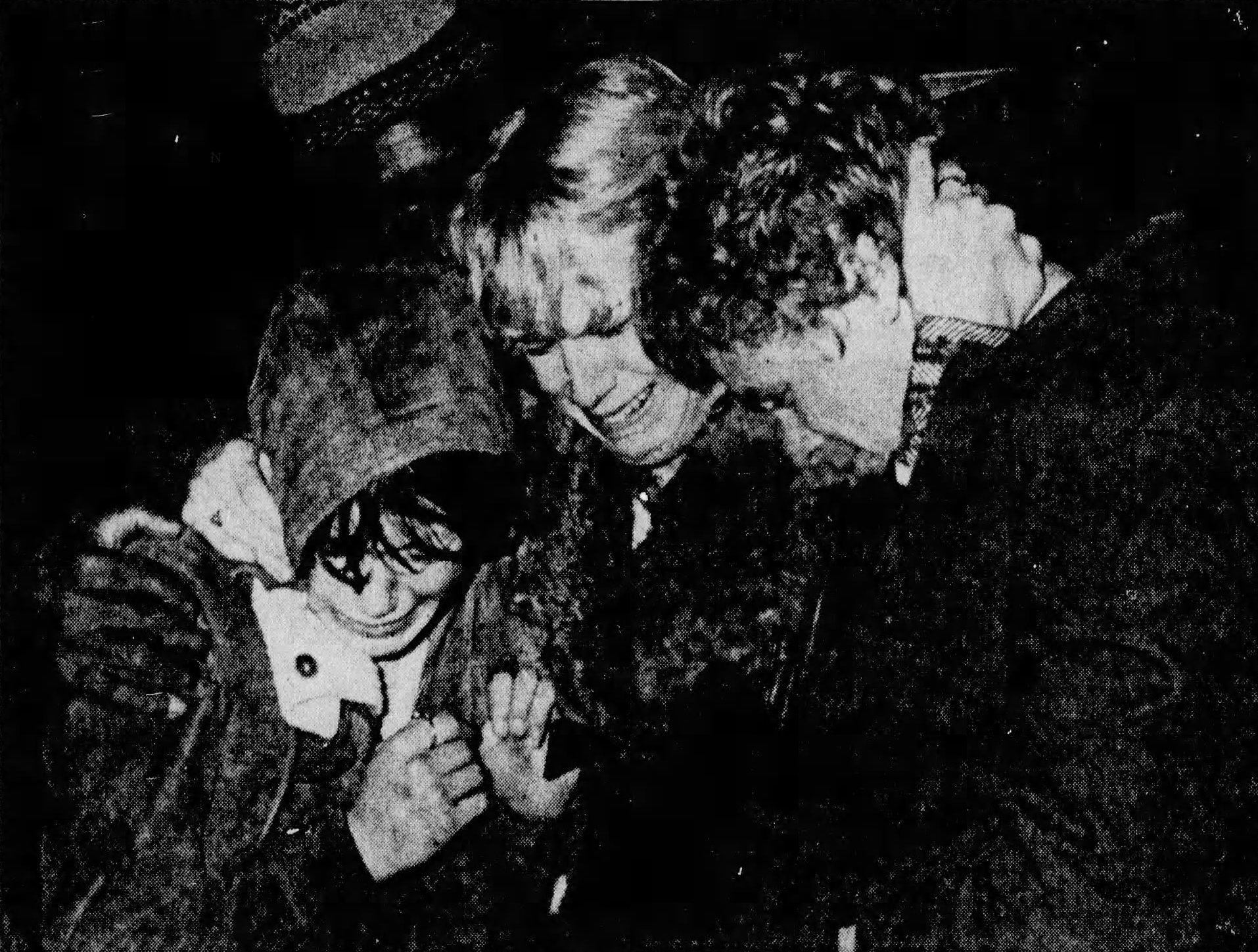
Giovani spettatori in lacrime dopo il concerto.

Inizialmente, tramite una stazione radio, era stato comunicato che i possessori dei biglietti di Ingresso Generale sarebbero stati ammessi alle 15:00, pertanto alle 17:00 si era già formata una folla considerevole. Sebbene fosse previsto che tutte le porte venissero aperte contemporaneamente, alla fine furono aperte solo due porte all'estrema destra dell'ingresso principale. Quando i partecipanti al concerto entrarono nell'arena attraverso queste due porte aperte, coloro che aspettavano davanti a tutte le altre porte ricominciarono a spingere in avanti.
Dopo una breve attesa e dopo aver bussato alle porte e ai vetri accanto alle porte, la folla ha pensato che nessuna delle porte rimanenti sarebbe stata aperta. Verso le 19:15 la situazione iniziò a degenerare. Secondo testimonianze contrastanti, il pubblico avrebbe sentito o un soundcheck molto in ritardo o il film dei Who Quadrophenia (1979), invece dell'atto di apertura. In entrambi i casi, la folla pensò che i Who fossero in anticipo rispetto al programma.
A quel punto l'intera folla si riversò e spinse verso le due porte che erano state aperte. Questo causò il calpestamento di molte persone, mentre alcune riportarono ferite più gravi. 11 persone non riuscirono a sfuggire alla folla che spingeva verso di loro e morirono per asfissia. Altre 26 persone riportarono ferite.
I vigili del fuoco consigliarono al manager dei Who, Bill Curbishley, di annullare il concerto, ma lui li convinse a consentirne lo svolgimento per evitare ulteriore panico. Il concerto si svolse come previsto e i membri della band non furono informati della tragedia fino al termine della loro esibizione. Anni dopo il chitarrista dei Who, Pete Townshend, ricordò le sue sensazioni dopo lo spettacolo: "Ho attraversato due fasi. Una era, ovviamente, di grande sconvolgimento e preoccupazione. Ma l'altra era di incredibile rabbia per il fatto che avevamo continuato a suonare mentre stava accadendo tutto questo“.
La sera seguente, il CBS Evening News trasmise un lungo servizio sulla tragedia, con Walter Cronkite che esaminava la violenza ai concerti rock. Al concerto successivo dei Who a Buffalo, il 4 dicembre, il cantante Roger Daltrey disse al pubblico: ” Ieri sera abbiamo perso molti membri della nostra famiglia. Questo spettacolo è per loro". Anni dopo Townshend disse di essersi pentito di aver lasciato Cincinnati e di aver continuato il tour, commentando il concerto di Buffalo: “Siamo nella città sbagliata. Siamo a Buffalo”.

### Le undici persone che morirono nella calca
- Walter Adams Jr., 22 anni, Trotwood, Ohio
- Peter Bowes, 18 anni, Wyoming, Ohio
- Connie Sue Burns, 21 anni, Miamisburg, Ohio
- Jacqueline Eckerle, 15 anni, Finneytown, Ohio
- David Heck, 19 anni, Highland Heights, Kentucky
- Teva Rae Inlow Ladd, 27 anni, Newtown, Ohio
- Karen Morrison, 15 anni, Finneytown, Ohio
- Stephan Preston, 19 anni, Finneytown, Ohio
- Philip Snyder, 20 anni, Franklin, Ohio
- Bryan Wagner, 17 anni, Fort Thomas, Kentucky
- James Theodore Warmoth, 21 anni, Franklin, Ohio

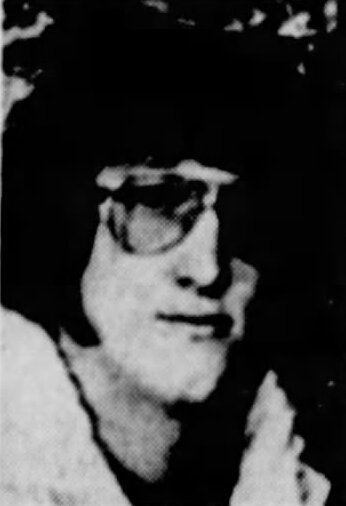
Walter Adams Jr.
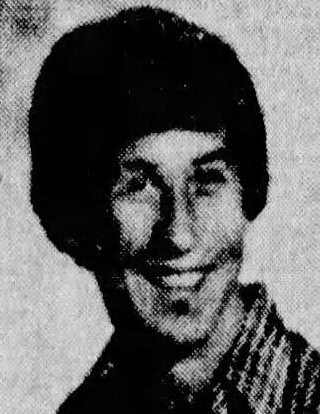
Peter Bowes
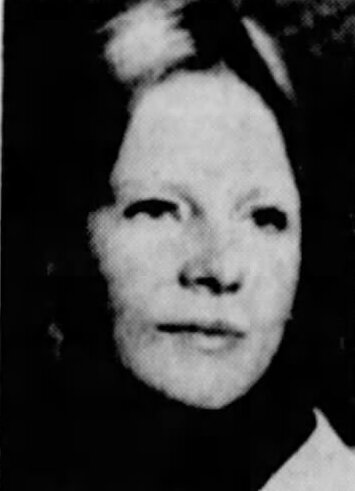
Connie Burns
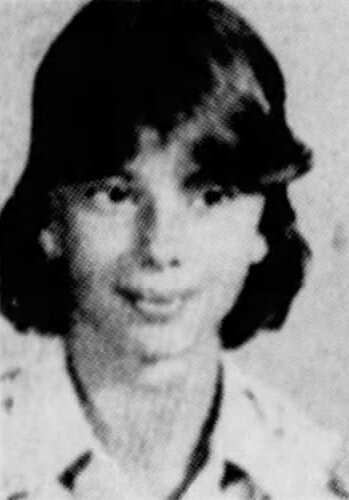
Jacqueline Eckerle
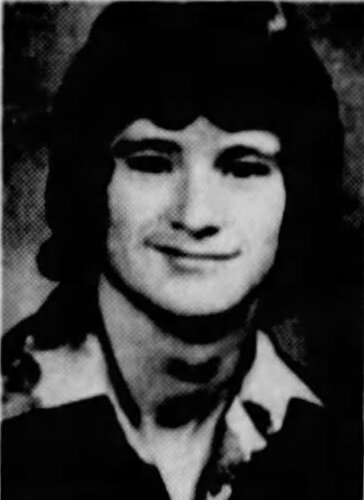
David Heck
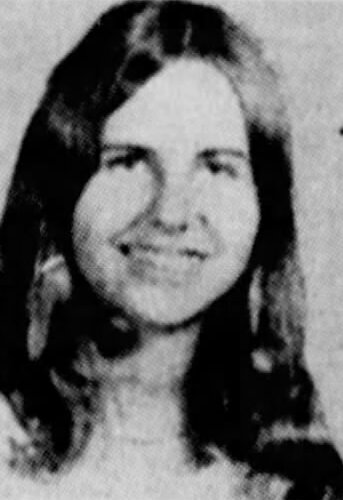
Karen Morrison
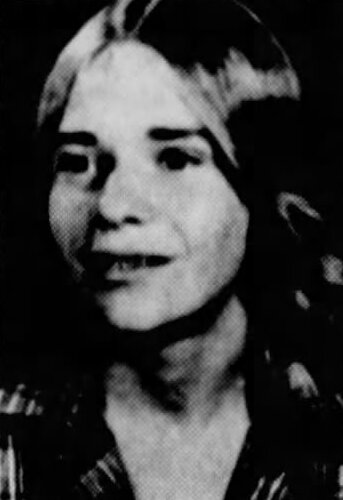
Steve Preston
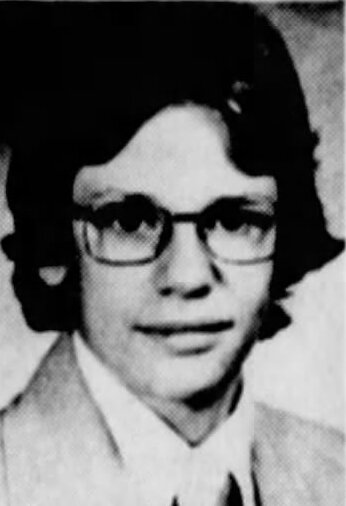
Bryan Wagner
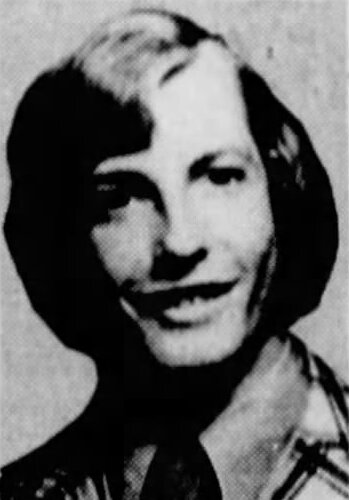
James Warmoth

## Conseguenze

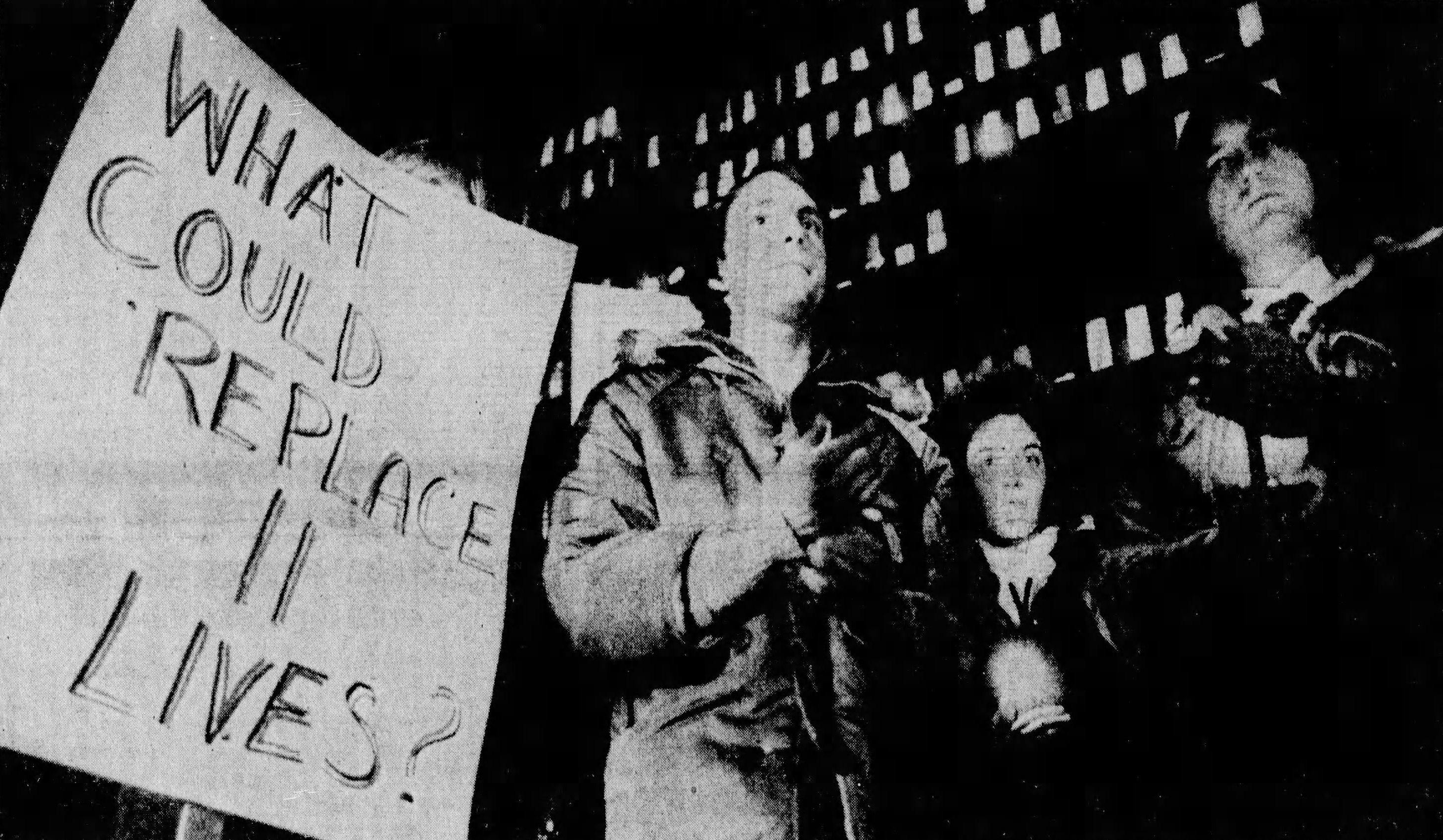
Il giorno dopo il concerto, i manifestanti hanno portato candele dal Colosseo alla Piazza della Fontana.

A Providence, nel Rhode Island, il sindaco Buddy Cianci cancellò un concerto dei Who in programma nello stesso mese al Civic Center della città. Ciò nonostante il locale di Providence avesse assegnato i posti a sedere. Nel 2012, la band tornò a Providence e onorò i biglietti del concerto del 1979.
Le famiglie delle vittime hanno citato in giudizio la band, il promotore del concerto Electric Factory Concerts e la città di Cincinnati. La causa collettiva intentata per conto di dieci delle famiglie è stata risolta nel 1983, con un risarcimento di circa 150.000 dollari (473.600 dollari odierni) a ciascuna delle famiglie delle vittime. La famiglia di Peter Bowes ha rinunciato alla causa collettiva e ha raggiunto un accordo extragiudiziale per un importo non divulgato. Circa 750.000 dollari (2.367.800 dollari odierni) dovevano essere divisi tra i 26 feriti. Il 27 dicembre 1979, la città di Cincinnati impose anche il divieto di posti a sedere non assegnati per i festival, con poche eccezioni, per i successivi 25 anni.
L'incidente è stato oggetto di un libro, Are the Kids All Right? The Rock Generation and Its Hidden Death Wish, nonché di un episodio della seconda stagione di WKRP in Cincinnati intitolato “In Concert”. Ha anche ispirato alcune scene del film Pink Floyd – The Wall, alla cui prima nel 1982 ha assistito Pete Townshend dei Who.
Nel 2004 Cincinnati ha abrogato definitivamente il divieto di posti non assegnati, due anni dopo aver fatto un'eccezione temporanea per un concerto di Bruce Springsteen. L'obiettivo dell'abolizione del divieto era quello di attirare artisti di grande nome. Tuttavia, la città ora impone nove piedi quadrati a persona in un locale e il numero di biglietti venduti per ogni evento viene adeguato di conseguenza.
Paul Wertheimer, il primo responsabile dell'informazione pubblica della città al momento della tragedia, continuò a far parte di una task force per il controllo della folla e in seguito fondò la Crowd Management Strategies nel 1992, una società di consulenza con sede a Los Angeles.
Nel 2009, a trent'anni dalla tragedia, la stazione radio rock WEBN/102.7 ha mandato in onda una retrospettiva che includeva filmati del servizio giornalistico del 1979.
Il P.E.M. Memorial è stato creato nell'agosto 2010 per commemorare la vita di coloro che sono morti mentre aspettavano di entrare al concerto. Ogni primo sabato di dicembre, musicisti locali si esibiscono al P.E.M. Memorial. Il concerto gratuito propone brani vecchi e nuovi per sensibilizzare l'opinione pubblica sul Fondo di borse di studio P.E.M. Delle 11 persone che persero la vita quel giorno, tre frequentavano la Finneytown High School: Stephan Preston, Jackie Eckerle e Karen Morrison. Ogni anno vengono assegnate tre borse di studio a studenti dell'ultimo anno della Finneytown High School che intendono proseguire gli studi in ambito artistico o musicale presso un'università o un college accreditati. Nel 2018 Roger Daltrey ha visitato la Finneytown High School e ha incontrato un gruppo di familiari delle vittime e dei sopravvissuti. Daltrey e le famiglie hanno poi dichiarato che l'incontro ha portato grande pace e conforto.
Nel 2014 i Pearl Jam hanno suonato nella città e hanno ricordato la tragedia. Hanno dedicato una cover di The Real Me dei The Who a coloro che sono morti. I Pearl Jam avevano vissuto una tragedia simile nel 2000, quando nove persone morirono in una calca durante il loro concerto al Roskilde Festival.
Alla vigilia del 35° anniversario della tragedia, il sindaco di Cincinnati John Cranley ha promesso di collocare un monumento commemorativo sul luogo della tragedia nel 2015. Un comitato composto da tre sopravvissuti al concerto (Mike Babb, Thomas Brown, Rick Schwitzer) e un familiare della vittima Teva Ladd (Kasey Ladd) è stato fondamentale per ottenere l'installazione del monumento. La targa è stata inaugurata alla U. S. Bank Arena (come era allora conosciuta) il 3 dicembre 2015.
La serie Showtime Roadies ha dedicato un intero episodio all'evento del 1979. L'episodio, intitolato “The City Whose Name Must Not Be Spoken” (La città il cui nome non deve essere pronunciato), mostra i membri dello staff tecnico di una band immaginaria che compiono molti rituali dopo che qualcuno sul pullman del tour menziona Cincinnati.

## Il ritorno degli Who's a Cincinnati
Nel dicembre 2019, in occasione del quarantesimo anniversario della tragedia, l'emittente televisiva WCPO di Cincinnati ha mandato in onda il documentario The Who: The Night That Changed Rock sull'incidente e le sue conseguenze, che includeva interviste ai sopravvissuti, ai familiari delle vittime, a Daltrey e Townshend. Il documentario e un servizio giornalistico separato della WCPO hanno segnato la prima volta in assoluto che Daltrey e Townshend hanno rilasciato interviste dedicate esclusivamente al disastro di Cincinnati.
Nel 2019 i Who hanno annunciato l'intenzione di esibirsi nell'area di Cincinnati nell'aprile 2020, presso la BB&T Arena (nota dall'aprile 2022 come Truist Arena) della Northern Kentucky University, ma il concerto è stato rinviato a causa della pandemia di COVID-19. Pete Townshend ha dichiarato in un documentario trasmesso nell'anniversario della tragedia: “Dobbiamo tornare a Cincinnati, lo sappiamo. Appena possibile. Sarebbe un'occasione di grande gioia per noi e un momento di guarigione”. Townshend ha anche detto di pentirsi che la band non sia rimasta sul posto per piangere insieme alle altre persone presenti la notte della tragedia, aggiungendo: “Non riesco a perdonarci. Saremmo dovuti restare”.
Dopo 43 anni i The Who sono tornati a esibirsi a Cincinnati il 15 maggio 2022, nell'ambito del loro tour nordamericano “The Who Hits Back”, con l'evento spostato dalla Truist Arena al TQL Stadium. Era la prima volta che la band suonava a Cincinnati dall'incidente del 1979. Gli studenti della Finneytown High School erano stati ingaggiati per suonare e cantare insieme alla band per una parte del concerto. L'atto di apertura del concerto è stato Safe Passage, una band locale composta da membri della classe del 1979 della Finneytown High School, due dei quali avevano assistito al concerto al Riverfront Coliseum. Erano presenti le famiglie di nove delle vittime della tragedia. Prima che la band salisse sul palco, è stato trasmesso un video messaggio del cantante dei Pearl Jam, Eddie Vedder, in cui ricordava come Daltrey e Townshend lo avessero confortato dopo una strage causata da una calca avvenuta durante l'esibizione della sua band al Roskilde Festival in Danimarca nel 2000.
Durante la loro esibizione The Who hanno reso omaggio a Cincinnati e alle vittime del concerto del 1979. I nomi e le foto delle 11 vittime sono stati proiettati durante tutto il concerto. Le fotografie delle 11 vittime del disastro del 1979 sono apparse sugli schermi video della sala mentre il tastierista dei Who Loren Gold eseguiva un'introduzione strumentale di 11 minuti a Love, Reign o'er Me. La band è stata accompagnata da 10 studenti dell'attuale Finneytown High durante l'esecuzione di Baba O'Riley che ha concluso il concerto.